# Copa Santa Catarina de Futsal
A Copa Santa Catarina de Futsal é uma competição realizada por clubes de futebol de salão do estado de Santa Catarina desde 2002, organizado pela Federação Catarinense de Futebol de Salão (FCFS). É a segunda competição mais importante da modalidade no estado, que serve como preparação dos clubes para o Campeonato Catarinense de Futsal.

## Campeões

### Por equipe
| Equipe                  | Cidade                | Títulos               | Vices                 |
| ----------------------- | --------------------- | --------------------- | --------------------- |
| São Miguel              | São Miguel do Oeste   | 3 (2007, 2008 e 2009) | 0                     |
| São Lourenço            | São Lourenço do Oeste | 2 (2015 e 2021)       | 2 (2018 e 2019)       |
| Colegial                | Florianópolis         | 2 (2003 e 2004)       | 1 (2006)              |
| Jaraguá                 | Jaraguá do Sul        | 2 (2002 e 2006)       | 0                     |
| São Francisco           | São Francisco do Sul  | 2 (2018 e 2019)       | 0                     |
| Mafra                   | Mafra                 | 1 (2016)              | 2 (2014 e 2017)       |
| Chapecoense             | Chapecó               | 1 (2012)              | 1 (2010)              |
| Itamirim                | Itajaí                | 1 (2005)              | 1 (2004)              |
| AD Cunha Porã           | Cunha Porã            | 1 (2023)              | 0                     |
| APAFF Florianópolis     | Florianópolis         | 1 (2024)              | 0                     |
| ASME                    | São Miguel do Oeste   | 1 (2014)              | 0                     |
| Blumenau                | Blumenau              | 1 (2017)              | 0                     |
| Caça e Tiro 1º de Julho | Lages                 | 1 (2013)              | 0                     |
| Moitas                  | Ituporanga            | 1 (2010)              | 0                     |
| Videirense              | Videira               | 1 (2011)              | 0                     |
| Joinville               | Joinville             | 1 (2022)              | 0                     |
| Anjo Química            | Criciúma              | 0                     | 3 (2002, 2003 e 2005) |
| Curitibanos             | Curitibanos           | 0                     | 2 (2021 e 2022)       |
| APROFUCRI               | Criciúma              | 0                     | 2 (2007 e 2008)       |
| ADESP Pinhalzinho       | Pinhalzinho           | 0                     | 1 (2013)              |
| AFC Catanduvas          | Catanduvas            | 0                     | 1 (2024)              |
| Araquari                | Araquari              | 0                     | 1 (2015)              |
| Canoinhas               | Canoinhas             | 0                     | 1 (2016)              |
| Lages                   | Lages                 | 0                     | 1 (2023)              |
| Rio do Sul              | Rio do Sul            | 0                     | 1 (2012)              |
| São Bento               | São Bento do Sul      | 0                     | 1 (2009)              |
| Seara                   | Seara                 | 0                     | 1 (2011)              |

### Por cidade
| #   | Cidade                | Títulos | Vices |
| --- | --------------------- | ------- | ----- |
| 1º  | São Miguel do Oeste   | 4       | 0     |
| 2º  | Florianópolis         | 3       | 1     |
| 3º  | São Lourenço do Oeste | 2       | 2     |
| 4º  | Jaraguá do Sul        | 2       | 0     |
| 5º  | São Francisco do Sul  | 2       | 0     |
| 6º  | Mafra                 | 1       | 2     |
| 7º  | Chapecó               | 1       | 1     |
| 8º  | Itajaí                | 1       | 1     |
| 9º  | Lages                 | 1       | 1     |
| 10º | Blumenau              | 1       | 0     |
| 11º | Cunha Porã            | 1       | 0     |
| 12º | Ituporanga            | 1       | 0     |
| 13º | Joinville             | 1       | 0     |
| 14º | Videira               | 1       | 0     |
| 15º | Criciúma              | 0       | 5     |
| 16º | Curitibanos           | 0       | 2     |
| 17º | Araquari              | 0       | 1     |
| 18º | Canoinhas             | 0       | 1     |
| 19º | Catanduvas            | 0       | 1     |
| 20º | Pinhalzinho           | 0       | 1     |
| 21º | Rio do Sul            | 0       | 1     |
| 22º | São Bento do Sul      | 0       | 1     |
| 23º | Seara                 | 0       | 1     |